# Cyril Weidenborner

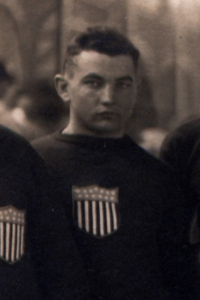
Weidenborner under de Olympiska spelen 1920.

Cyril Anthony "Cy" Weidenborner, född 30 mars 1895 i Saint Paul, Minnesota, död 26 november 1983 i Northome, Minnesota, var en amerikansk ishockeyspelare. Han blev olympisk silvermedaljör i Antwerpen 1920.

## Meriter
- OS-silver 1920